# .bo
.bo (Bolívia) é o código TLD (ccTLD) na Internet para a Bolívia, administrado pelo NIC Bolivia (NIC.bo), uma divisão da Agência para o Desenvolvimento da Sociedade da Informação (ADSIB).
O domínio .bo foi criado pela IANA em 1987, e pode ser registrado por qualquer pessoa física ou jurídica, nacional ou estrangeira, em segundo ou terceiro nível, possuindo algumas restrições para determinadas categorias.

## Categorias
.bo — Destinado às pessoas físicas ou jurídicas, nacionais ou estrangeiras,
.com.bo — Destinado ao uso geral e/ou comercial,
.org.bo — Destinado às entidades não governamentais,
.tv.bo — Destinado às empresas que atuem nos setores de televisão ou vídeo,
.mil.bo — Destinado às entidades militares,
.gob.bo — Destinado às entidades governamentais da Bolívia,
.edu.bo — Destinado às entidades de ensino e pesquisa,
.int.bo — Destinado às entidades estrangeiras, como embaixadas e consulados.

## Restrições
.mil.bo — Deve-se apresentar documentação do órgão competente,
.gob.bo — Deve-se apresentar declaração e documentação, comprovando ser uma entidade governamental boliviana,
.edu.bo — Deve-se apresentar documentação que comprove ser uma entidade de ensino, e seu caráter educativo,
.int.bo — Deve-se apresentar documentação comprovando ser uma embaixada, consulado, ou outro tipo de entidade internacional que atue na Bolívia.